# Eurytoma linearis
Eurytoma linearis är en stekelart som beskrevs av Bugbee 1945. Eurytoma linearis ingår i släktet Eurytoma och familjen kragglanssteklar. Inga underarter finns listade i Catalogue of Life.